# Abtei La Fille-Dieu
Die Abtei La Fille-Dieu ist seit dem 13. Jahrhundert ein Kloster zuerst der Zisterzienserinnen, seit 1906 der Trappistinnen in Romont, Kanton Freiburg, in der Schweiz.

## Geschichte
Aus kleinen benediktinischen Anfängen seit 1265 am Fluss Glâne entwickelte sich 1268 ein Zisterzienserinnenpriorat, das 1350 zur Abtei erhoben wurde. Das Kloster stand zuerst unter der Aufsicht der Abtei Haut-Crêt, von 1593 bis 1848 des Klosters Hauterive, dann war es direkt dem Papst unterstellt. In der ersten Hälfte des 17. Jahrhunderts wurde die strengere Observanz eingeführt. Die 1878 begonnenen Bemühungen um die Eingliederung in den Zisterzienserorden der strengeren Observanz (Trappistinnen) hatten 1906 endgültig Erfolg. Die Aufsicht führte anfänglich die Abtei Oelenberg, ab 1920 das Kloster Mont des Cats. Von 1993 bis 1996 wurde die Klosterkirche renoviert und durch Brian Clarke mit Kirchenfenstern versehen.

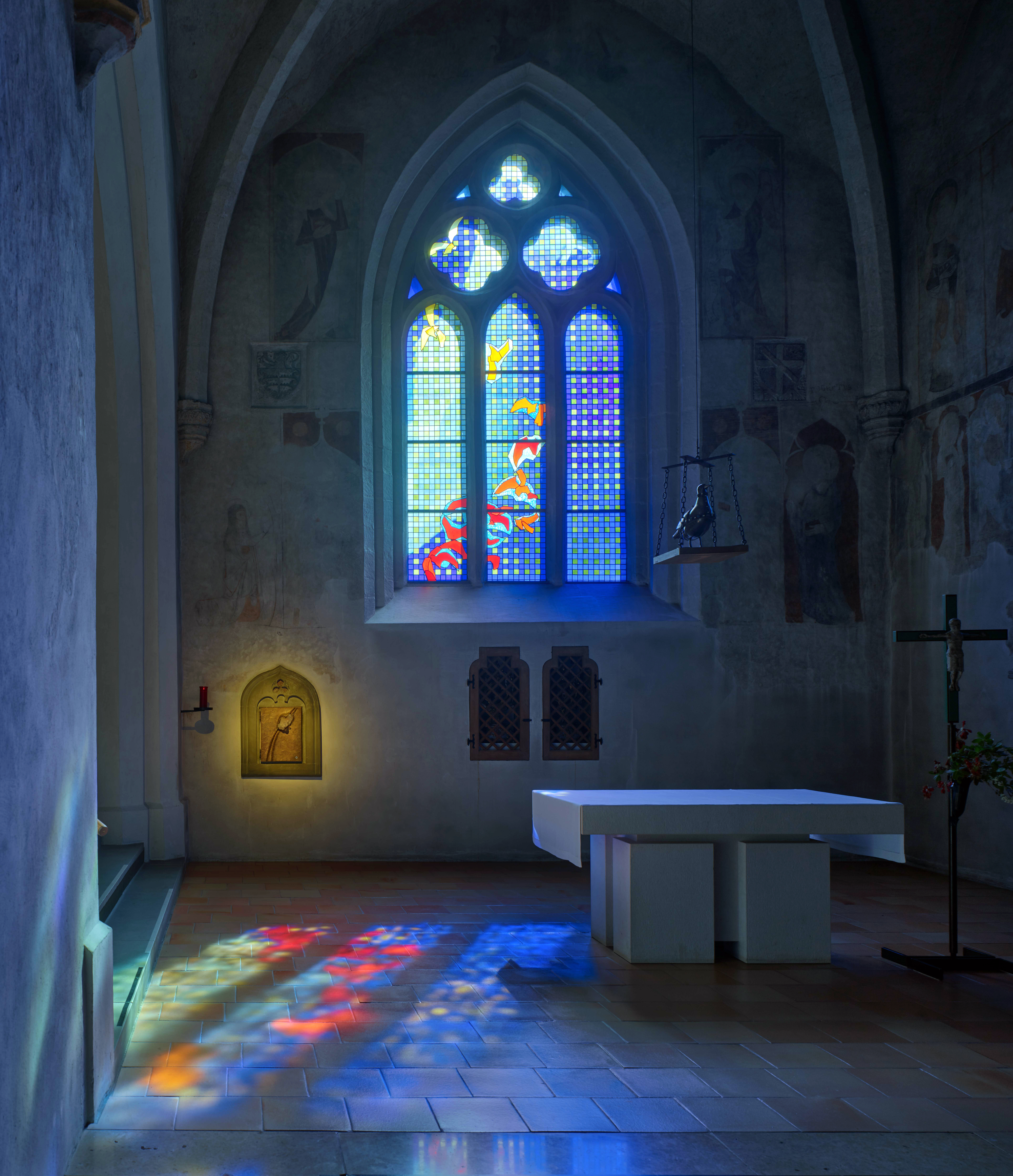
Die Glasgemälde der Fille-Dieu von Brian Clarke

## Äbtissinnen seit 1883
- 1883–1919: Lutgarde Menétrey
- 1919–1934: Marie-Gabriel Rime
- 1934–1961: Lutgarde Fasel (* 1882)
- 1961–1974: Regina Chavaillaz
- 1975–1999: Hortense Berthet[1]
- seit 1999: Marie-Claire Pauchard